# بروس (صربستان)
بروس (به صربی: Brus) یک شهرستان در صربستان است که در ناحیه راسینا واقع شده‌است. بروس ۴۳۶ متر بالاتر از سطح دریا واقع شده‌است.

## خواهرخوانده
شهر بروفو خواهرخواندهٔ بروس (صربستان) هست.